# Халфбайк
Халфбайк (на английски: Halfbike, буквално „полуколело“) е механично превозно средство, задвижвано от мускулната сила на возещия се с помощта на педали и верига, донякъде напомнящо велосипед. За разлика от обичайното колело обаче в Halfbike липсват седалка и кормило, а водачът през цялото време е стъпил в изправено положение върху педалите. Това, което външно напомня кормило на практика е пасивна дръжка за ръцете, на която както при кормилото на обикновения велосипед са монтирани ръчката на спирачките и лостчето за смяна на предавките. Управлението на халфбайк се осъществява чрез баланс с цялото тяло, като завиването вляво или вдясно се получава с пренасянето на тежестта на тялото в едната или другата страна.

## Дизайн
Полуколелото е изобретение на българина Мартин Ангелов, който заедно с Михаил Кленов е съосновател на компанията Колелиния . В представянето на кампанията в Кикстартер за набиране на инвестиции за Халфбайк 1 изобретателят казва: „Всичко започна от страстта да оптимизирам нещата, които ме заобикалят, а също и от любовта ми към колелата. Започнах да скицирам различни концепции за опростени велосипеди и скоро стигнах до точката, когато трябваше да ги тествам в реална среда.“ 

## Последователните модификации
Фирмата разработва и пуска първия модел – „Halfbike 1“ през пролетта на 2014 година. След първата серия през следващата година се появява и втората, значително усъвършенствана модификация „Halfbike 2“. При нея има променена визия с извита напред рама, която изнася над предното колело ръкохватките, които вече са две и по-удобни, вместо позицията над педалите, като е при първата версия. Освен увеличеното удобство на управление това позволява модела да се направи сгъваем до по-компактни размери за лесно пренасяна на ръка, с градски транспорт или в багажник на лека кола. През 2019 година на пазара излиза и за сега последната версия – модел „Halfbike 3“. Тук са добавени нов вид дискови спирачки и четири скорости, побрани в главината на предното колело.

## Физиологична полза
Според американския колеж по спортна медицина човек, тежащ 67 кг, който бяга със скорост 13,7 км/ч изгаря около 1000 kcal/час. За сравнение ако същият човек кара колело със скорост 25 – 30 км/ч изгаря около 850 kcal/час. Халфбайк може да комбинира тези две упражнения в една сесия, като избягва проблемите на бягането – травмите. Освен това колоезденето е свързано с по-малко напрежение в коленете и ставите на велосипедиста и това намалява мускулната болка. Триколесният Халфбайк комбинира ползите от бягането и колоезденето, като до голяма степен избягва рисковете от физически травми.